# آلتینا شیناسی
آلتینا شیناسی (انگلیسی: Altina Schinasi؛ ۴ اوت ۱۹۰۷ – ۱۹ اوت ۱۹۹۹) مجسمه‌ساز، فیلم‌ساز، بازیگر، کارآفرین، تزئین کننده ویترین، طراح و مخترع اهل ایالات متحده آمریکا بود. او به خاطر طراحی چیزی که او آن را «قاب عینک هارلکین» می‌نامید، شهرت یافت که به عنوان عینک چشم گربه‌ای شناخته می‌شود. شیناسی همچنین چندین اختراع دیگر را در طول زندگی حرفه ای خود ثبت کرد و چندین فیلم مستند تولید کرد.
شیناسی در ۴ اوت سال ۱۹۰۷ در منهتن نیویورک از پدر و مادری مهاجر به دنیا آمد. مادرش اهل سالونیکا (در آن زمان در امپراتوری عثمانی) و پدرش یک ترک یهودی سفاردی بود. شیناسی پس از اتمام دبیرستان، در پاریس به تحصیل در رشته نقاشی پرداخت که باعث شناخت و گرایش او به هنر شد. هنگامی که به ایالات متحده بازگشت، او هنر را در لیگ دانشجویان هنر در نیویورک خواند و به عنوان یک طراح ویترین برای چندین فروشگاه در خیابان پنجم مشغول به کار شد. در طول این مدت، او با هنرمندان برجسته ای مانند سالوادور دالی و گئورگه گروس که او را تحسین می‌کرد کار کرد و از آنها چیزهایی آموخت.
کار به عنوان طراح ویترین، الهام‌بخش او در ساخت قاب‌های عینک معروف «چشم گربه‌ای» شد. او متوجه شد که در ویترین مطب یک چشم‌پزشک در همان نزدیکی، تنها گزینه برای عینک‌های زنانه، فریم‌های گرد با طرح‌های معمولی است. این مشاهدات شیناسی را برانگیخت تا گزینه‌ای متفاوت برای زنان ایجاد کند. او با تقلید از شکل ماسک‌های هارلکین که مردم را در ونیز، ایتالیا در طول کارناوال ونیز می‌پوشیدند این قاب‌های عینک را طراحی کرد. او لبه‌های نوک تیز را برای چهره‌ها جذاب یافت و با برش دموی کاغذی طرح نوآورانه‌ای ارائه داد.
شیناسی طرح خود را به تمام تولیدکنندگان بزرگ عرضه کرد - همه آنها او را رد کردند و ادعا کردند که طراحی او بیش از حد عصبانی است. اما، او تسلیم نشد. زمانی که یک صاحب مغازه محلی به آیندهٔ ایده او ایمان آورد و برای شش ماه طرحی انحصاری درخواست کرد، شانس به شیناسی روی آورد. عینک هارلکین به سرعت به موفقیت دست یافت و شیناسی را به شهرت زیادی رساند. در اواخر دهه ۱۹۳۰ و تا دهه ۱۹۴۰، عینک هارلکین به یکی از لوازم جانبی مد در بین زنان در ایالات متحده تبدیل شد. شیناسی در سال ۱۹۳۹ به خاطر اختراعش جایزه طراحی آمریکایی لرد اند تیلور را دریافت کرد و توسط مجلات بزرگ از جمله وگ و لایف به رسمیت شناخته شد.
شیناسی که دیگر یک هنرمند موفق و شناخته شده بود، به دنیای فیلم نیز ورود کرد. در سال ۱۹۶۰، او مستندی دربارهٔ هنرمند مشهور و معلم سابقش گئورگه گروس با نام گئورگه گروس «اینتررگنوم» تهیه کرد. این فیلم نامزد جایزه اسکار شد و مقام اول جشنواره فیلم ونیز را نیز کسب کرد.
در سال‌های آخر عمر، شیناسی از سرعت فعالیت‌های خود کم نکرد. او خاطرات خود را به نام جاده‌ای که سفر کرده‌ام (۱۹۹۵) نوشت و منتشر کرد، به عنوان یک هنردرمانگر داوطلب شد و حتی صندلی‌ها و نیمکت‌های پرتره منحصر به فردی را اختراع کرد که آنها را صندلی بازیگران (Chairacters) نامید. او در این سالها به نقاشی و مجسمه‌سازی ادامه داد و در سانتافه، نیومکزیکو، جایی که با همسر چهارمش، سلستینو میراندا نقاش، در آخرین سال‌های زندگی‌اش زندگی می‌کرد، مستقر شد. در سال ۲۰۱۴، نوه او، پیتر سندرز مستندساز، مستندی را با عنوان آلتینا در مورد زندگی او تولید کرد.